# Gliese 1
Gliese 1 ist ein Roter Zwerg im Sternbild Bildhauer am südlichen Sternenhimmel. Er ist mit 14,2 Lichtjahren einer der sonnennächsten Sterne. Wegen seiner Nähe zur Erde ist er ein häufiges Studienobjekt, weshalb viel über seine physikalischen Eigenschaften und seine Zusammensetzung bekannt ist. Allerdings ist er mit einer scheinbaren Helligkeit von 8,5 mag viel zu lichtschwach, um ohne ein Teleskop beobachtet werden zu können.

## Entdeckungsgeschichte
Die hohe Eigenbewegung des Sterns wurde zuerst von Benjamin Gould im Jahr 1885 aufgezeichnet. Zu dieser Zeit wurde der Stern als Cordoba Z.C. 23h 1584 bezeichnet. Aufgrund seiner sehr nahen Lage am Ursprung der Rektaszensionskoordinaten der Epoche B1950.0 trägt der Stern sowohl im Catalogue of Nearby Stars von Wilhelm Gliese als auch im Luyten Half-Second catalogue von Willem Jacob Luyten jeweils die erste Nummer.

## Entfernung
| Quelle                             | Parallaxe (mas) | Entfernung (pc)    | Entfernung (Lj) | Entfernung (Pm) |
| ---------------------------------- | --------------- | ------------------ | --------------- | --------------- |
| Woolley et al. (1970)              | 225 ± 8         | 4,44 +0,16−0,15    | 14,5 ± 0,5      | 137,1 +5,1−4,7  |
| Gliese & Jahreiß (1991)            | 221,8 ± 7,7     | 4,51 +0,16−0,15    | 14,7 ± 0,5      | 139,1 +5,0−4,7  |
| van Altena et al. (1995)           | 219,4 ± 9,3     | 4,56 +0,20−0,19    | 14,9 +0,7−0,6   | 140,6 +6,2−5,7  |
| Perryman et al. (1997) (Hipparcos) | 229,33 ± 1,08   | 4,361 +0,021−0,020 | 14,22 ± 0,07    | 134,6 ± 0,6     |
| Perryman et al. (1997) (Tycho)     | 220,10 ± 13,10  | 4,54 +0,29−0,26    | 14,8 +0,9−0,8   | 140,2 +8,9−7,9  |
| van Leeuwen (2007)                 | 230,42 ± 0,90   | 4,34 ± 0,017       | 14,15 ± 0,06    | 133,9 ± 0,5     |
| RECONS TOP100 (2012)               | 230,32 ± 0,90   | 4,342 ± 0,017      | 14,16 ± 0,06    | 134,0 ± 0,5     |
| Gaia DR2 (2018)                    | 230,13 ± 0,06   | 4,345 ± 0,001      | 14,166 ± 0,004  | 134,01 ± 0,03   |
| Gaia DR3 (2022)                    | 230,10 ± 0,04   | 4,346 ± 0,001      | 14,168 ± 0,003  | 134,03 ± 0,03   |

Nicht trigonometrische Entfernungsbestimmungen sind kursiv markiert. Die präziseste Bestimmung ist fett markiert.

## Eigenschaften
Die Spektralklasse des Sterns wurde von M1.5V bis M4.0V eingestuft. Gliese 1 hat schätzungsweise 40 % der Masse der Sonne und 40 %  ihres Durchmessers.
Gliese 1 ist vermutlich ein BY-Draconis-Stern und erhielt die provisorische Bezeichnung NSV 15017. Wahrscheinlich handelt es sich auch um einen Flare-Stern. Wie andere Flare-Sterne emittiert Gliese 1 Röntgenstrahlung. Die Temperatur seiner Atmosphärenschichten sind gemessen worden.
Mittels der Speckle-Interferometrie wurde im nahen Infrarot nach einem umlaufenden Begleiter gesucht. Jedoch wurde kein Begleiter bei einer Grenzgröße von 10,5 mag bei einer Astronomischen Einheit (AU) bzw. bei einer Grenzgröße von 12,5 mag bei 10 AU Abstand vom Primärstern gefunden. Radialgeschwindigkeitsmessungen haben ebenfalls keine Hinweise auf einen Begleiter von Gliese 1 ergeben. Die Suche schließt einen Planeten mit wenigen Erdmassen in der Habitablen Zone oder einen Planeten von Jupitermasse mit einem Umlaufradius von 1 AU oder weniger aus. Die Radialgeschwindigkeit zeigt nur geringe oder keine Veränderlichkeit, bei einer Messgenauigkeit von weniger als 20 m/s.
Die Komponenten der Raumgeschwindigkeit für den Stern sind U = +77,2, V = −99,5 und W = −35,6 km/s. Er kreist durch die Milchstraße mit einer Exzentrizität von 0,45 in einer Entfernung vom galaktischen Zentrum, die zwischen 3.510 und 9.150 Parsec variiert. Im Vergleich dazu ist die Sonne augenblicklich 8.500 Parsec vom Zentrum der Milchstraße entfernt. Sterne mit hohen Pekuliargeschwindigkeiten werden Runaway-Sterne genannt. Gliese 1 hat eine hohe Pekuliargeschwindigkeit von 111,3 km/s und der Geschwindigkeitsvektor lässt den Stern möglicherweise der Tucana-Horologium- oder der AB-Doradus-Sternassoziation zuordnen.